# 1915 en combiné nordique
| Années du combiné nordique : 1912 - 1913 - 1914 - 1915 - 1916 - 1917 - 1918    |
| Décennies du combiné nordique : 1880 - 1890 - 1900 - 1910 - 1920 - 1930 - 1940 |

Cette page reprend les résultats de combiné nordique de l'année 1915.

## Festival de ski d'Holmenkollen
L'édition 1915 du festival de ski d'Holmenkollen fut remportée, comme lors des trois années précédentes, et comme l'édition 1910, par le norvégien Lauritz Bergendahl devant ses compatriotes Sverre Østbye et Sigurd Kristiansen.

## Championnats nationaux
En 1915, les championnats d'Allemagne et de France n'eurent pas lieu.

### Championnat de Finlande
Les résultats du championnat de Finlande 1915 manquent.

### Championnat d'Italie
Le championnat d'Italie 1915 fut remporté par Dino Castelli.

### Championnat de Norvège
Le championnat de Norvège 1915 se déroula à Geithus, sur le Gustadbakken.
Le vainqueur fut Gunnar Ødegaard, suivi par le champion de l'année précédente, Embret Mellesmo, et par le futur triple champion olympique Thorleif Haug.

### Championnat de Suède
Le championnat de Suède 1915 a distingué à nouveau le champion 1914, Ejnar Olsson, du club Djurgårdens IF. Il réalise là son deuxième doublé dans ce championnat, après celui de 1910 & 1911.

### Championnat de Suisse
Le titre de champion de Suisse n'a pas été décerné en 1915.